# Джон Батіст
Джонатан Майкл Батіст (нар. 11 листопада 1986 року) — американський співак, автор пісень, музикант, лідер гурту та телевізійна персона, відомий як Джон Батіст (англ. Jon Batiste). Записувався і виступав з виконавцями в різних жанрах музики (зі Стіві Вандером, Прінсом, Віллі Нельсоном, Ленні Кравіцем, Едом Шираном, Роєм Харгроувом і Мейвісом Стейплзом), випустив власні записи та виступав у більш ніж 40 країнах. Батіст регулярно гастролює зі своєю групою Stay Human і з'являється з ними щовечора як лідер групи та музичний керівник на The Late Show зі Стівеном Колбертом з 2015 року.
Батіст також є музичним керівником The Atlantic і креативним директором Національного музею джазу в Гарлемі. У 2020 році він написав музику для анімаційного фільму Pixar «Душа», за який отримав премії Оскар, Золотий глобус, Греммі та BAFTA (усі разом з Трентом Резнором та Аттікусом Россом). У 2022 році Батіст отримав п'ять премій Греммі у 14 номінаціях, включаючи перемогу в номінації «Альбом року».

## Ранні роки та освіта
Джон Батіст народився в Метарі, штат Луїзіана, в католицькій родині. Виріс у Кеннері, штат Луїзіана. Батіст є членом музичної династії Нового Орлеана, сім'ї Батістів, до якої входять Лайонел Батіст з «Treme Brass Band», Мілтон Батіст з «Olympia Brass Band» і Рассел Батіст-молодший. У 8-річному віці він грав на перкусії та барабанах зі своєю сімейною групою «Batiste Brothers Band. У 11 років перейшов на фортепіано за пропозицією матері. Батіст розвивав навички гри на фортепіано, беручи уроки класичної музики та переписуючи пісні з відеоігор «Street Fighter Alpha», «Final Fantasy VII» та «Sonic the Hedgehog».
У 17 років Батіст випустив дебютний альбом «Times» у Новому Орлеані. Він навчався у середній школі Святого Августина та Центрі творчого мистецтва Нового Орлеана з Тромбоном Шорті, закінчивши навчання у 2004 році. Потім продовжив відвідувати Джульярдську школу, отримав ступінь бакалавра музики та магістра музики в галузі джазу в 2008 та 2011 роках відповідно. Перебуваючи в Джульярді, випустив другий альбом «Live in New York: At the Rubin Museum of Art». До кінця 2006 року Батіст виступав у Південній Африці, Лондоні, Лісабоні, Іспанії, Парижі та Сполучених Штатах.

## Кар'єра
У 2007 році Батіст дебютував у Концертгебау в Амстердамі у 20-річному віці, продюсував та виконав власне шоу. Він проводив музичні заняття та майстер-класи у різних регіонах Нідерландів у міських школах та знедолених районах. Його запросили до Карнегі-холу для продюсування та виступу у власному шоу з шістьма молодими музикантами з Нідерландів. Виступ завершився фіналом, який він написав для хору, джазового комбо та оркестрових інструментів. У наступні роки Батіст випустив низку музичних проєктів, включаючи «Social Music» (2013), який провів понад місяць на вершині джазових чартів Billboard та iTunes; «The Late Show EP» (2016) із бендом Stay Human»; і святковий альбом «Christmas with Jon Batiste» (2016). У 2017 році випустив сингли «Ohio» з Леоном Бріджесом та Гері Кларком-молодшим, а також «Battle Hymn of the Republic» для The Atlantic. Кавер Батіста на «St. James Infirmary Blues» був номінований на «Греммі» у 2019 році в категорії «Найкраще американське виконання». Дебютний сольний альбом Батіста Hollywood Africans випущений Verve Records у вересні 2018 року. «Don't Stop» став провідним синглом. Напередодні випуску альбому він завершив турне Summer Festival по США з The Dap-Kings.
Помітні кар'єрні виступи Батіста включають данину поваги Чаку Беррі та Фетсу Доміно під час 60-ї щорічної церемонії вручення премії «Греммі» (виступ разом із Гері Кларком-молодшим); відзнаки Центру Кеннеді вшанування Кармен де Лаваллад; Концерт за мир і справедливість у Монтгомері, штат Алабама; Державний гімн на Матчі всіх зірок НБА 2017 року; і вечір відкриття US Open 2017. Він був куратором Концерту Global Citizen Advocacy Concert з Томом Морелло та фестивалю Louis Armstrong Wonderful World у Квінсі, штат Нью-Йорк.
Батіст з'явився у телесеріалі HBO «Treme» у ролі самого себе в сезонах 2, 3 і 4. Він також отримав роль у фільмі режисера Спайка Лі «Red Hook Summer», а також написав і виконав органну музику «Hammond B-3», яка була частиною музичного фільму. Серед інших музичних композицій, створених Батістом, — телевізійний документальний фільм «Duke 91 & 92: Back to Back» та короткометражний фільм «Melody of Choice». Він також з'являється у фільмах Солодка кров Ісуса Спайка Лі та «Thrive» Пола Шиноля.

### Stay Human
У 2005 році Батіст почав регулярно виступати в Нью-Йорку зі своїми однолітками з Джульярду, басистом Філом Куном і барабанщиком Джо Сейлором. Пізніше до них приєдналися Едді Барбаш на альт-саксофоні та Ібанда Рухумбіка на тубі. Батіст назвав групу Stay Human. Гурт дає імпровізовані вуличні виступи, які Батіст називає «любовними бунтами» (love riots). До Батіста часто приєднувалися відомі артисти, у тому числі Вінтон Марсаліс.
У 2011 році Stay Human випустили альбом MY N.Y., який повністю записаний у поїздах нью-йоркського метро, така ідея виникла у Джона Батіста.
22 квітня 2017 року гурт виступав на мітингу «Марш за науку» біля монумента Вашингтона у Вашингтоні, округ Колумбія.
У 2014 році Батіст і Stay Human з'явилися на The Colbert Report, щоб виконати сингл групи «Express Yourself», написаний і спродюсований разом з Остіном Бісом.

### The Late Show with Stephen Colbert
4 червня 2015 року було оголошено, що Джон Батіст і Stay Human виступатимуть як хаус-група на The Late Show зі Стівеном Колбертом. Прем'єра шоу відбулася на CBS 8 вересня 2015 року. На шоу Батіст і Stay Human виступали разом з Біллі Джоелом, Віллом Смітом, Вінтоном Марсалісом, Джоном Леджендом, Грейс ВандерВаал і Nas.

### Juneteenth
У червні 2020 року Батіст взяв участь у святкуванні Juneteenth (День звільнення рабів, також відомий як День Свободи, День Звільнення, і День Емансипації) у Брукліні, штат Нью-Йорк. Під час виступів на сходах Бруклінської публічної бібліотеки до Батіста приєднався Метт Вітакер у виставі, представленій у партнерстві з Sing For Hope.
16 червня 2020 року відбулися протести після вбивства Джорджа Флойда, а також пандемії COVID-19, яку дехто вважає пов’язаною зі зростанням усвідомлення расової несправедливості. 

### SoulіWE ARE
Батіст написав музику до анімаційного фільму Душа 2020 року, співпрацюючи з Трентом Резнором та Аттікусом Россом. Тріо здобуло премію Оскар за найкращий оригінальний музичний супровід та премію Золотий глобус за найкращий оригінальний музичний супровід серед багатьох інших перемог і номінацій.
19 березня 2021 року Батіст випустив WE ARE, свій п'ятий сольний студійний альбом. У розмові з журналом Atwood Magazine він описав це як «кульмінацію мого життя до цього моменту» і «найбільш репрезентативну роботу, як творця і як артиста».
У липні 2021 року Батіст випустив живий EP Live at Electric Lady, який записав за один день на Electric Lady Studios. Альбом був випущений виключно на Spotify.
На 64-й церемонії вручення премії Греммі Батіст отримав 11 номінацій: вісім на WE ARE і три на Soul. Артист отримав п’ять нагород, у тому числі за найкращий альбом року.

## Особисте життя
Батіст одружений з журналісткою та письменницею Сулейкою Джауад. У квітні 2022 року пара розповіла в телевізійному інтерв'ю, що вони таємно одружилися в лютому 2022 року, за день до того, як Джауад мала зробити трансплантацію кісткового мозку після того, як їй вдруге діагностували лейкемію.

## Дискографія

### Студійні альбоми
- Times in New Orleans (2005)
- Jazz Is Now (2013)
- Social Music (з Stay Human) (2013)
- The Process (з Chad Smith і Bill Laswell) (2014)
- Christmas with Jon Batiste (2016)
- Hollywood Africans (2018)
- Meditations (з Cory Wong) (2020)
- We Are (2021)
- World Music Radio (2023)

### Саундтреки
- Soul (with Trent Reznor and Atticus Ross) (2020)

### Живі альбоми
- Live in New York: At the Rubin Museum of Art (2006)
- The Music of John Lewis (з Вінтоном Марсалісом) (2017)
- Chronology of a Dream: Live at the Village Vanguard (2019)
- Anatomy of Angels: Live at the Village Vanguard (2019)

- Live at Electric Lady (2021)

### EP
- In the Night (2008)
- The Amazing Jon Batiste! (2009)
- MY N.Y. (з Stay Human) (2011)
- The Late Show EP (з Stay Human) (2016)
- Spotify Singles (2019)
- We Are: Roots & Traditions (2020)
- A Little Bit of Soul (2020)
- We Are the Golden Ones (2021)
- Jon Batiste: The Nominated Collection (2022)